# Glounthaune
Glounthaune (en gaèlic irlandès An Gleanntán que vol dir "el petit glen") és una vila al comtat de Cork, a la província de Munster. Es troba a la regió de Cork Metropolità, a uns 10 kilòmetres de la ciutat de Cork, al marge nord del port de Cork i l'estuari del riu Lee.

## Història
El poble era originalment una ciutat planificada construïda en 1810 sobre un mur del moll de marea i que va rebre el nom de "New Glanmire". És servit per línia ferroviària entre Cork i Cobh. La següent estació en direcció Cork és Little Island, mentre que cap Cobh la propera parada és a Fota Island. Amb la reobertura el 2009 de la línia ferroviària a Midleton, l'estació de Glounthaune va esdevenir el punt d'unió entre les línies de Midleton i Cobh.

## Personatges
- Cathal Coughlan, cantant i compositor (Microdisney, The Fatima Mansions)
- Brian Corcoran, jugador de futbol gaèlic i hurling
- Tomás O'Leary, jugador de rugbi de Munster i Irlanda